# Álvaro Casanova Zenteno
Álvaro Casanova Zenteno (21 de novembro de 1857 – 25 de maio de 1939) foi um proeminente pintor marinho e da guerra naval histórica, um estadista cuja arte é classificada como realista, expressionista, clássica e romântica.

## Biografia
Casanova Zenteno era filho de Rafael Casanova Casanova e Adelina Zenteno Gana, ele também era neto de José Ignacio Zenteno del Pozo y Silva, que foi o primeiro Ministro da Guerra e Marinha do Chile organizando a Expedição Libertadora do Peru. Casanova Zenteno também era sobrinho do monsenhor Mariano Casanova Casanova, terceiro arcebispo de Santiago e amigo de longa data do subsecretário de Guerra e Marinha Pedro Nolasco Cruz Vergara, do escritor Francisco Concha Castillo e de Rafael Errázuriz Urmeneta.

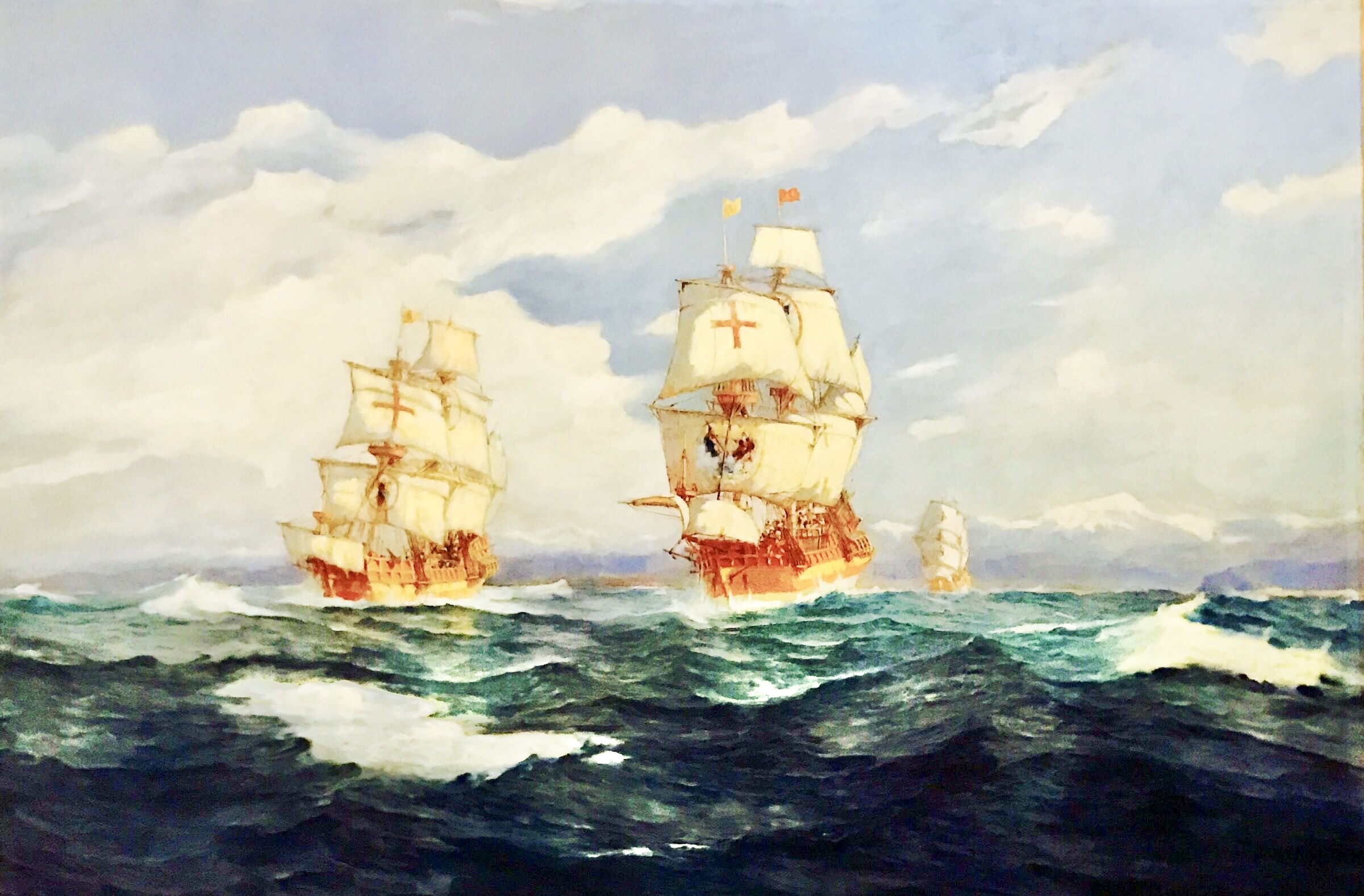
Descubrimiento del Estrecho de Magallanes

Ele era casado com Cecilia Vicuña Subercaseaux, sobrinha do historiador Benjamín Vicuña Mackenna e bisneta do general Juan Mackenna. Juntos, o casal teve seis filhos: Magdalena, Alfonso, Mariano, Adelina, Juan e Manuel.

### Vida e estudos
Estudou na Escola de Artes Valparaiso, onde teve como professor Thomas Somerscales. Casanova Zenteno começou desde cedo a trabalhar na administração pública. Foi adjunto da Biblioteca Pública e posteriormente subsecretário dos ministérios da Justiça, da Guerra e da Marinha. Fez sua carreira militar nos tempos da Guarda Nacional, comandando a Brigada de Artilharia Valparaíso, o Batalhão Cívico Lontué em Molina e o Regimento de Artilharia Cívica em Santiago do Chile.
Em 1882, durante a Guerra do Pacífico, o governo o enviou à França em missão secreta sob as ordens do ministro do Chile na França, Alberto Blest Gana. Seu objetivo era adquirir armas e impedir que o Peru fizesse o mesmo. Ao retornar ao Chile três anos depois, teve aulas com os pintores Pascual Ortega Portales, Onofre Jarpa Labra e Enrique Swinburn Kirk.
Casanova Zenteno chegou a ocupar importantes cargos públicos, ao longo de sua vida atuou sob onze presidentes chegando ao posto de subsecretário de Justiça e Marinha. Ele também foi presidente da Sociedade Nacional de Belas Artes.

## Estilo

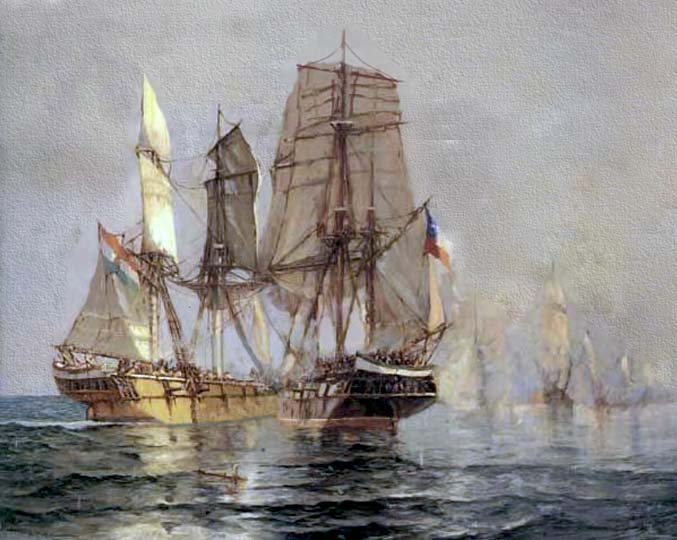
Batalha de Casma

Por ter estudado com o velejador inglês Thomas Somerscales em Valparaíso, tinha como foco os mares, a paisagem costeira e o mundo naval. Ele mostrou uma predileção por veleiros e alto mar em particular. Sua arte foi definida por quatro estágios, começando pelo realismo sob a influência de Thomas Somerscales, progredindo para o expressionismo. Primeira Praça Nacional, óleo sobre tela, é um exemplo de sua obra nesse período. Ele conhecia a história naval chilena e aplicou os conhecimentos adquiridos durante seus estudos na Itália sobre a construção de barcos para pintar os barcos em detalhes durante os combates em alto mar. Sua pintura retratando a Batalha de Casma é um exemplo particular disso.
Entre 1894 e 1929 ganhou vários prêmios nacionais e internacionais, entre os quais a Medalha de Honra e Ouro atribuída pelo rei Afonso XIII durante a Exposição Ibero-Americana de 1929.

## Prêmios e reconhecimento
- 1894 - Medalha de Segunda Classe em Pintura no Salon Oficial, Santiago, Chile.
- 1896 - Prêmio de Honra e Medalha de Primeira Classe em Pintura, no Salon Oficial, Santiago, Chile.
- 1903 - Prêmio Paisagem do Concurso Edwards, Salon Oficial, Santiago, Chile.
- 1908 - Prêmio do Concurso Geral Marcos Maturana, Salon Oficial, Santiago, Chile.
- 1910 - Segunda Medalha em Pintura na Exposição Internacional, Santiago, Chile.
- 1920 - Grande Prêmio na Exposição Internacional do Centenário de Magalhães, Punta Arenas, Chile.
- 1929 - Prêmio de Honra e Medalha de Ouro concedido pelo rei Afonso XIII na Exposição Internacional de Sevilha, Espanha.

## Exibições
Casanova Zenteno pintou cerca de mil quadros a óleo. Seu trabalho foi apresentado em duas exposições individuais e em mais de trinta exposições coletivas, que incluem quase todas as exposições de salão oficiais entre 1890 até um ano antes de sua morte. Posteriormente, de 1940 até o ano 2000, foram realizadas dezoito apresentações de sua obra no Chile.

## Obras
| Primera Escuadra Nacional Chilena | Peruviana        | Combate Naval Iquique-Alvaro Casanova     |
| Primera Escuadra Nacional Chilena | Peruviana        | Combate Naval Iquique-Alvaro Casanova     |
| Zarpe de la Primera Escuadra      | Batalha de Casma | Descubrimiento del Estrecho de Magallanes |
| Zarpe de la Primera Escuadra      | Batalha de Casma | Descubrimiento del Estrecho de Magallanes |